# 覚悟のススメ
『覚悟のススメ』（かくごのススメ）は、山口貴由による日本の漫画。またそれを原作としたメディアミックス作品。『週刊少年チャンピオン』（秋田書店）にて、1994年13号から1996年18号まで連載。核戦争と環境汚染によって荒廃した近未来の東京を舞台に、旧日本軍で編み出された最強の格闘技「零式防衛術」、人体実験の犠牲となった英霊の宿る鎧、強化外骨格「零」を武器に人々を守るために戦う主人公「葉隠覚悟」と、人類を襲う怪物「戦術鬼」とその背後で人類を滅亡させんと企む覚悟の兄「現人鬼・散」との戦いを描く。
本編が最終回を迎えた後、『週刊少年チャンピオン』誌上で4編、『チャンピオンRED』（同社刊）誌上に1編、読み切り形式で特別編が掲載された。また、『チャンピオンRED』の2010年12月号から、葉隠覚悟を主人公とした『エクゾスカル 零』の連載が開始。『チャンピオンRED いちご』（同社刊）では、Vol.28から41まで黒須京馬の妹、巴を主人公とする外伝『開花のススメ』が苺野しずく作で連載。

## 本編
平成6年・週刊少年チャンピオン13号より連載開始、全100回
近未来、地球は人類による環境汚染や核戦争、大災害によって死の大地と化し、生き残った人類を襲う「戦術鬼」と呼ばれるミュータントが闊歩する魔境と成り果てていた。その中でわずかに生き残った子供たちが通う「逆十字学園」に、ある日転校生がやってきた。転校生の名は葉隠覚悟。覚悟は新入早々に超人的な力を見せつけ、掘江罪子を初めとするクラスメイトたちの注目を集める。その日の放課後、帰宅途中の罪子たちが戦術鬼に襲われた。絶体絶命の窮地に追い込まれる罪子たち。だがその前に突如謎の鎧武者が現れ、戦術鬼を撃退して罪子達を救う。それは葉隠覚悟が強化外骨格「零」を装着した姿だった。彼は旧日本軍によって生み出された最強の格闘技「零式防衛術」を体得し、旧日本軍によって開発された強化外骨格「零」を身につけて力無き人々を守るために戦い続ける正義の戦士だったのだ。逆十字学園にて人々を襲う戦術鬼たちと戦い続ける覚悟は、戦術鬼を生み出し人類を滅亡させようと企む悪の元凶が、かつて人類に絶望し人であることをやめ、自らと袂を分かった実の兄「現人鬼・散」であることを知る。人類を救うため、かつての兄との対決を決心する覚悟。そして、激闘の火蓋が切られた。

## 短編

### 「覚悟のススメ 特別編 ‐ 絶頂天狗剣の巻」
平成8年・週刊少年チャンピオン39号に掲載。作者短編集『銃声の子守唄』に収録
本編の最終回から1年後のエピソード。21世紀初頭の新東京。覚悟と零によって戦術鬼は一掃され、荒れ狂っていた大地は落ち着きを取り戻し、街も次第にかつての姿を取り戻しつつあった。平穏な日々を過ごしていた覚悟であったが、散から酒が届けられた日の夜、自宅に悶十郎と名乗る武術家が押し入り、「兵法天下一」の武名を賭けての決闘を申し込まれる。無用な戦いを避けるべく、覚悟は戦わずして自らの負けを宣言した。「葉隠覚悟に勝った」と鼻高々引き上げた悶十郎ではあったが、この事実を世間はまだ知らない。別の日、彼は再建された逆十字学園に侵入し、体育の時間で野球中の覚悟達のもとへ乱入する。自身が得た武名を誇示したいがために、クラスメイトにまで手をかける悶十郎。その道着の下には、異形の姿が隠れていた。悶十郎は覚悟が全て討ち果たしたはずの戦術鬼の生き残りだったのだ。クラスメイトを守るため、覚悟は零をまとって悶十郎と対決する。一撃で倒すが、無意味な戦いを挑まれることが自身の未熟と恥じ、零と共に禁酒を誓った。

### 「覚悟のススメ 特別編 ‐ 強化外骨格・雫の巻」
平成8年・週刊少年チャンピオン44号に掲載。『銃声の子守唄』に収録
2016年12月24日、覚悟は北海道網走にある実家へ帰郷していた。葉隠家地下防空壕に安置された強化外骨格・雹に宿る父、朧の霊に、ある報告をしに来たのである。12月23日午後4時の新東京で、覚悟と罪子は広場に飾られたクリスマスツリーを見上げていた。覚悟は、そこで罪子からお守りとして、「強化外骨格・雫（しずく）」（罪子自作の小さなヌイグルミ）を贈られる。一度はその好意を退けようと、わざと不吉な告白をする覚悟であったが、罪子はそれを平然と受け入れた。罪子という存在に覚悟は感激する。「父上 私は恋に堕ちました」彼は罪子に対する思いの丈を朧の霊にぶつけた。瞬間、厳しい顔をしていた朧であったが、やがて覚悟に優しい眼差しを向けると静かに消え去った。その表情は、罪子との交際を認めるという返答に他ならなかった。それから覚悟は首に下げた「雫」を満足気に眺めながら床に就いた。零との会話の中、ふと罪子を喜ばせる「いいこと」を思いつき、跳ね起きる覚悟。と同時に、それまで覚悟の背中があった場所から、何者かの剣が飛び出した。剣の主は、「零式密猟師（ぜろしきハンター）」と名乗る独特の装甲に身を包んだ男。その正体は73年前に葉隠四郎が行った人体実験の被害者であり、実験場から唯一脱出した「実験材料二〇八号」であった。葉隠一族に並々ならぬ怨みを抱き、一族を根絶やしにするべくこれまで生き延びてきたのだった。真実を知った覚悟は、余命幾許もない「実験材料二〇八号」の本懐を遂げさせるべく、甘んじてその剣を受ける。覚悟の腹部に当てられた「斬超鋼剣」は、零の装甲もろとも覚悟を貫いた。

### 「15歳の覚悟」
平成9年・週刊少年チャンピオン25号に『覚悟のススメ外伝・校歌の巻』として掲載。『銃声の子守唄』に収録
本編以前、覚悟が散を探して全国を転々としていた頃のエピソード。15歳の覚悟は、山形県のどか市の「私立有機学園」1年2組に在籍していた。1人だけ純白の詰め襟を着（他の男子生徒は黒い詰め襟）、今時シャーペンではなく鉛筆を愛用する覚悟は周囲から浮いた存在となり、からかいの対象となっていた。そこへ、情報通の女生徒（さゆりっち）が息を切らせて教室へ入ってくる。「数学の赤毛先生が殺された」昨晩、市内では剣道の達人ばかりが4名、連続して斬殺されるという事件があり、剣道部顧問で五段の腕前を持つ赤毛先生も被害者の1人だというのである。騒然とする教室内で、覚悟と零はこの事件に人外の者の気配を感じた。かつて赤毛先生に剣道部に誘われ、密かに恩義を感じていた覚悟は、先生を失って落胆する剣道部の生徒達を率先して励ます。急に現れて皆を外に連れ出した覚悟に対し、初めはいぶかしげな生徒達だったが、覚悟の歌う校歌を聴きながら、次第に元気を取り戻した。覚悟達が小高い丘に差し掛かると、覚悟の丹田から発せられる歌声に誘われ、真っ白な鎧姿の剣士が現れた。かつての名を白田玄兵衛、今の名を「武鬼（ぶき）」と名乗るその鎧武者は、現代に至って剣の術理が衰退したことを憂い、無念から蘇った侍であり、赤毛先生らを斬り殺した犯人であった。赤毛先生の仇を取るため、そして玄兵衛の霊を鎮めるために、覚悟は零を着装して、武鬼との武道試合に挑む。

### 「覚悟のススメ VOLTEX」
平成16年・『チャンピオンRED』7月号に掲載。『新装版 覚悟のススメ』 第五巻に収録
デジタル彩色によるフルカラー。雑誌巻頭に袋とじで掲載された。扉を含めて8ページの短編。
内容に関しては謎が多く、作品の時系列や、「帝国再建の野望を抱く軍鬼」「覚醒式強化外骨格」「黒須京馬」等、新出事項が多いが詳細は明らかでない。
瓦礫ばかりの荒地、雷鳴が轟く雲の下、覚悟は「普及型強化外骨格」と思われる装甲をまとった、3人の「帝国再建の野望を抱く軍鬼」達に囲まれていた。軍鬼らを相手に7日間の死闘を演じた覚悟。遂には零の装甲に亀裂が生じ、彼は化学兵器への耐性を失うという窮地に立たされていた。軍鬼達がその右手を覚悟に向け、今まさに化学兵器「音無（おとなし）」を射出しようとした瞬間、赤い独特のフォルムを持った強化外骨格──「覚醒式強化外骨格・雷電」──に身を包んだ謎の男が現れた。飛びかかる“雷電”に軍鬼達は「拡張射程 掌火」で迎え撃つが、それを放つ間もなく、“雷電”の背中から引き抜かれた「烈義閃獄剣」によって一刀両断にされる。戦いが終わり、「君は?」と尋ねる覚悟に対し、“雷電”は「秘です」と答えた（しかしすぐ後のコマで『黒須京馬（くろす きょうま）』というテロップが入っている）。「ただこれだけは言っておきたい。僕はあなたを尊敬している」との言葉を覚悟に残して、彼はどこかへと去って行くのだった。

### 「覚悟のススメ2009〜往生のススメ〜」
平成21年・週刊少年チャンピオン50号に創刊40周年記念企画のひとつとして掲載。『週刊少年チャンピオン40th』に収録
葉隠散が生と死の境涯について語る。

## 登場人物
声はOVA版/まんがビデオ版の声優。1人で特記無き場合はOVA版を指す。

### 葉隠一族
葉隠 覚悟（はがくれ かくご）
声 - 山寺宏一 / 関智一
主人公。逆十字学園に転校してくる。零式防衛術を体得し、強化外骨格「零（ぜろ）」を着装する。純白の詰め襟（旧日本海軍士官の制服に似ている）に身を包み、眼鏡を着用。キメ技は「因果」と呼ばれる零式クロスカウンター。1999年12月25日生まれ。
非常に生真面目な性格で自己抑制が強く、転校してきた当初は感情を表すことさえほとんどなかった。しかし覇岡など学園の仲間に出会ってからは徐々に変わっていき、特に掘江罪子への想いを意識するようになった後半は、彼女の身を案じて我を忘れることもあるほど"熱い"男になっていった。
葉隠 散（はがくれ はらら）
声 - 緒方恵美 / 石田彰
覚悟の兄。強化外骨格「霞（かすみ）」を着装するが、そのとき経験したある出来事をきっかけとして、地球のために人間を滅ぼすことを決意。性別を超え、人間の身を捨てた現人鬼（あらひとおに）となった。ガラン城を拠点とし、数多くの人外たちをそのカリスマ性でまとめあげる。
覚悟を遥かに上回る零式防衛術の使い手で、掌より螺旋状の波動を相手の体内に叩き込んで破壊する螺旋波紋掌打（略称「螺旋」）を得意技とする。その破壊力は絶大であり最大の必殺技は左右に広げた両手より螺旋を繰り出す双手螺旋で、これにより彼を止めようとした父・朧を殺害している。
覚悟と戦術鬼「永吉」の戦いで、とどめを刺される寸前となった永吉に認識を送って（「鬼我一体」）覚悟と戦うが、本来の実力を発揮できずダメージを受け、長らく意識不明となる。
本編中盤で、火球となり燃え尽きようとする腑露舞を吸収し、「これで私はファイヤー散！」と宣言した。この吸収合体によって体から炎を出す能力を得たようではあるが、それを存分に発揮する場面はなかった。
最終決戦時、零と覚悟の一撃により全身が砕け散ったが、知久の「玉身再生」によって復活する。
兄だがどう見ても女体。この変貌は、霞に宿る犬養冥の霊魂の影響を受けたため。冥に呼応し現人鬼と化した。
葉隠 朧（はがくれ おぼろ）
声 - 柴田秀勝 / 玄田哲章
覚悟と散の父。強化外骨格「雹（ひょう）」を着装する。幼い頃より2人を厳しく鍛え上げ、零式防衛術を教え込んだ。
厳格ながらも息子たちを深く愛する良き父だったが、現人鬼となった散によって殺害される。
死亡後も亡霊となって覚悟の前に姿を現し、叱咤、助言を与えている。自分を殺害した散に対してもその深い悲しみを理解しており、覚悟と散の戦いにおいて、覚悟に彼を救うための拳を放つよう告げていた。
葉隠 四郎（はがくれ しろう）
声 - 中村秀利（まんがビデオ版）
覚悟と散の曽祖父にあたる。零式防衛術の創始者。「（葉隠）瞬殺無音部隊」を率いる陸軍将校。強化外骨格「霆（てい）」を着装する。
覚悟と散の最終決戦地「血涙島」にて、亡霊となった瞬殺無音部隊と共に彼らを待ち受ける。自身は未だ実体のままであり、119歳になりながらも大戦当時の姿を保っている。

### 逆十字学園の教師と生徒
掘江 罪子（ほりえ つみこ）
声 - 堀江美都子
覚悟の同級生で、彼が心を寄せる女生徒。歌を好む、ぽっちゃり体型の可愛らしい少女。
本人によると「あたしの王様はあたし」であり、強制的な支配には決して屈しない強さを持つ。
物語終盤では、散との対決に向かう覚悟の負担を減らそうと、長かった髪を切り落とし、自ら「魔人モード」と称した。
キャラクターのモデルは作者がファンであると公言している堀江美都子であり、OVA版から大きくキャスト変更された「まんがビデオ版」においても続投している。
覇岡 大（はおか ひろし）
声 - 森川智之 / 永野広一
覚悟の同級生。趣味は歯磨きで特技は野球。罪子とは3歳の頃からの幼馴染である。当初は覚悟に目をつけて絡んでいたがのちに親友となり、人相も登場時の凶悪な顔から徐々に変わっていった。
逆十字学園の番格らしいが、舎弟はぴょん助とぽん太しか登場しない。覇岡・ぴょん助・ぽん太の3人で「はおぴょんぽん」とひと括りにされることがある。
藤井 ぴょん助
声 - 結城比呂
覇岡の舎弟。頭頂部のみ生えている髪の毛が上に長く伸びているヘアスタイルが特徴。
高田 ぽん太（たかだ ぽんた）
声 - 阪口大助
同じく覇岡の舎弟。絵が得意。
青木さん
声 - 中山真奈美
罪子の親友の女生徒。顔に包帯を巻いている。
星野
声 - 置鮎龍太郎
学園の治安を守る「武装風紀委員」の委員長。覚悟たちの上級生にあたる。
いささか好戦的な傾向があるが、生徒にも教師にも信頼されている。
銭形先生
声 - 千葉繁
覚悟のクラス（2年1組）の担任。昼間から飲酒し、授業はカセットテープを再生するだけで自分は「ぴすーぴすー」と寝ている。いわゆる不良教師であるが、生徒を思う気持ちはそれなりに持っている。
校長先生
声 - 緒方賢一
逆十字学園の校長。基本的に真面目な態度を取っているが、ときどき銭形先生と一緒に校内で酒を飲んでいたりする。また、罪子の熱狂的ファンであり、教師でありながら密かに彼女の制服ボタンに発信機・録音機を仕込むなど、ストーカー行為を行っている。
一方で、ライとの決戦のため学校を早退しようという覚悟を「君は学徒であるまえに軍人だ!」と送り出すなど、熱血教師的な性格も垣間見える。血髑郎戦では身を挺して覇岡らを守ろうと、血髑郎の操る戦術兵器の犠牲となったかに見えたが無事であった。

### 不退転戦鬼
散とともにガラン城にいる側近たち。「人類を抹殺し、美しい自然を取り戻す」という散の思想に共鳴し、厚い忠誠を誓っている。もとは人間であったが、散に惹かれ僕となった。特にライ・ボルトは散の燃える口づけを受けて「人間ではいられなくなった」という。なお彼らは散の強化外骨格・霞を「お美超鋼（はがね）霞さま」と呼んでおり、組織内の序列では霞が上である。
大老・知久（ともひさ）
声 - 藤本譲
影成と共に散の側近を務める。身体を自在に復元可能な「転移再生」という能力を持つ。二本角と翼の生えたライオン（霊獣形態）に変身でき、その眉間には2つの鉄球らしきものが埋まっている。
散の命により、罪子をガラン城へと連れ去った。G・ガランに侵入した葉隠四郎の「超脱水鱗粉」を受け、ミイラ化寸前の瀕死状態に陥る。覚悟と散の戦いが決した後、「玉身再生」を行い自身の身体を糧として散を復活させた。
老中・影成（かげなり）
声 - 緒方賢一
知久と並ぶ散の側近。体内に強化外骨格・霞を収めている。霊虫形態と呼ばれる巨大な昆虫の姿に変身することもあるが、基本的に戦い向きではないようである。
霞の収納を任される立場にありながら、当初は零式鉄球も強化外骨格・零についても知らず、覚悟が永吉戦で防弾形態を取ったときはサイボーグかと散に尋ねていた。
散の「霞」着装の儀において、仮想「覚悟」として技をコピーし散と対戦。螺旋波紋掌打を受けて散の勝利を確信し、満足の微笑を浮かべながら「霞」を放出すると同時に死を迎えた。
衛兵隊長・ボルト
声 - 安井邦彦
もとは散を倒すべくガラン城へ攻め入った勇士。通常の人間よりはるかに高い身長の白髪の老人で、高齢ながらもその剣技・胆力とも優れている。機動凱と呼ばれる衛兵たちを部下に従え、彼らの魂が宿った強化外骨格「震（しん）」をまとって覚悟と戦う。強化外骨格を構成する超展性チタン合金の性質を最大限に利用した打撃反射技「応報」は、因果でさえ跳ね返す。血髑郎との戦いで「零」をまとえなくなった覚悟との戦いで致命傷を負いながらも勝利し、ガラン城の門を守って立ったまま絶命する。
御典医・腑露舞（ぶろぶ）
デコボコした丸い頭に8本の触手を持つ、タコを思わせるシルエットの小柄な戦鬼。単眼で、口は頭頂部に切れ込みが入るようにして大きく開いている。「ぶゆぶゆ」という鳴き声ともつかない音を出す。
「最終形態・ファイヤー腑露舞」という、飛行能力を有し全身を炎に包んだ龍の姿へ変身することができる。同時に最高温度2,000℃の熱線を吐くことも可能になるが、腑露舞自身は自らの炎に耐え切れず、変身後7分で燃え尽きてしまう。
御典医でありながら、永吉戦で負傷した散の役に立てなかった自分を恥じ、蔭腹（かげばら）を斬って覚悟と対峙した。「人間の尊厳」をまとって炎を無効化した覚悟に、内臓を引きずり出され敗北。その後は天に昇って4,000℃の炎となり、散に吸収された。
戦術鬼総支配・血髑郎（ちどくろ）
声 - 千葉繁
戦術鬼たちの元締め役。卑劣な性格で「すくたれ者」として仲間からも蔑まれている。しかし散への忠誠は本物であり、意識不明となった散が目覚めるまでの時間稼ぎとして覚悟と戦う。
覚悟の罪子に対する想いを利用し、洗脳した彼女を戦術鬼化して覚悟と戦わせるという作戦を展開。成仏光線によって零を使用不能にしたばかりか、死の直前まで痛めつけるという大健闘を果す。さらに瀕死の覚悟を戦術鬼に改造しようとしたが、零式の本質を身につけた覚悟は戦術鬼になりきらず失敗。結果として傷を治癒させてしまい、逃げようとしたところを戦術鬼・覚悟の残骸である角を突き刺され葬られる。
なお、「4鬼!」と言いながら、親指を折って数字の4を示すシーンが「差別表現（四つ）にあたる」として編集部からチェックが入り、編集部が部落解放同盟や解放出版社にこのシーンを見せて相談したところ、「問題ない」と回答されたにもかかわらず、指を5本とも立てた絵に修正されたというエピソードがあり、このことは漫画における自主規制の典型例としてしばしば取り上げられる。
理系総支配・我利冷夫（がりれお）
2つの頭脳と顔面を持つ老人。己の行動を善悪や情義で律することをせず、科学のためと称して人体実験などの外道な振舞いを行ってきた。傷ついた覚悟を癒していた肉虫の塊を「科学絶滅砲」で砲撃し、残骸から生まれた生物（「人間の尊厳」）を切り刻んだ。小心な性格で自分より強い相手にはなすすべがなく、覚悟に拳銃が通用しないことを知るとパニックを起こし自ら拳銃を咥えて自殺をはかった。連載時にはそのまま死亡したが、コミックス版ではそれすら許されず覚悟の怒りの鉄拳を浴びて葬られた。
御側役（戦鬼）・ライ
ボルトと同様、もとは人類の側に立つ戦士だった。散から授かった21個の零式鉄球を体内に持つ。鉄球を吸引したライは皮膚の147%を鉄甲化して零式鉄球 戦鬼形態となり、飛行能力と腹部からの「超凍結冷凍液射」を得る。
超凍結冷凍液射によって強化外骨格の防御力の要である超展性を殺し、零もろとも覚悟を木っ端微塵にしようとしたが、“秘策”「瞬脱装甲弾」によりその目論見は外れ、失敗に終わった。致命傷を受けながらも、散への忠誠心から驚異的な粘りを見せる。零式鉄球・特攻形態の覚悟の蹴り大義によりとどめを刺された。
御側役見習い
それぞれの人種からなる4人の美丈夫の若者。意識不明状態から甦った散の、長期の戦線離脱による技の鈍りを惧れ、自ら散の螺旋を受けることで散った。
城主専用御添寝役
それぞれの人種からなる4人の美少女。本来は散の平時に於ける労りが役目。散と同じ夜を過ごし同じ夢見ることを授けられていた身として、意識不明状態の散の夢の中に入り呼び戻す為に、散の眠る装置に全員が飛び込んで果て、見事散を呼び戻した。

### 戦術鬼
零式防衛術や強化外骨格と同様に、大戦中に日本軍の戦力として葉隠四郎が開発していた改造人間。人間を捕食し、その骨髄液をエネルギー源としている。
人間のときに持っていた歪んだエゴイズム（本人はそれをエゴであることを自覚していない）を増幅され、これを具現化した怪物じみた醜い容姿をしている。これに対し、他者を犠牲にするような強烈なエゴのない善良な人間は改造されても戦術鬼にならず、無力な「肉虫」になってしまい、ガラン城の外に捨てられる。散が人類抹殺の戦力として採用し、世界中に放って多くの犠牲者を出していた。居城であるガラン城には数千体が格納されているという。
破夢子（はむこ）
声 - 勝生真沙子
ボンデージに身を包んだ肥満女性の戦術鬼。巨体から繰り出す怪力と口から吐き出す熱線が武器である。愛し合う男女を見つけては嫉妬し、女性を殺害して男性を連れ去る。彼女にとっての愛とは「二人が一つになること」であり、男性を食べてしまうことによってその「愛」を叶えようとする。
冒頭で逆十字学園の生徒であるカップルを殺害し、さらに下校中の覇岡、罪子らを襲うが、彼らを助けに来た覚悟と戦うことになる。自慢の怪力も零式防衛術の前には通用せず、最後には突進してきたところを「零式因果直蹴」を受け、頭部を破壊されて死亡。覚悟が最初に倒した戦術鬼である。
永吉（えいきち）
声 - 青野武
覚悟の生存を知った散が、刺客として逆十字学園に送った戦術鬼。齢90を超える老体だがその戦闘力は健在で、空気に触れると瞬時に凝固する唾液などを飛ばし、弾丸のような武器とする（超凝結唾液弾）。また、「息子（せがれ）」と呼ぶ股間の器官より同じく弾丸と化した唾液を吹き出したり、相手に巻きついて締め上げたり、球状部分から閃光を放ったりして攻撃する。
「長生きの秘訣は若者を殺すこと」だとして、逆十字学園でも武装風紀委員を殺害。さらに罪子を襲ったり、覇岡を負傷させたりと暴れ、覚悟の怒りに触れる。覚悟との戦いでは股間の息子を引きちぎられて戦意喪失するが、戦術鬼に認識（精神）を送って操作する散の「鬼我一体」により、散の分身となって戦う。しかし股間の出血によりコントロールを受けたまま絶命し、死後硬直によって動きが鈍ったところを倒された。なお、このとき認識を直結していた散も大きなダメージを受け、以後しばらくの間は意識不明となった。
毒魔愚郎（どくまぐろ）
声 - 置鮎龍太郎
17メートルの巨体を持つ戦術鬼。ロックを愛し個性を抑制するものを憎むが、その行動は単なる秩序の破壊に過ぎない。口には花に似た形の器官があり、ここにある口でしゃべったり人間を食べたりすることが可能。体内に発電器官を有し、大音量の歌声は破壊音波となる。
伸びる舌で覚悟を捕え、周囲に叩き付けながら13万ボルトもの電撃を浴びせて攻撃したが、超振動によって体中の骨を砕かれる。さらに超脱水鱗粉によって体中の水分を奪われ、粉末となって風に散った。
恵魅（めぐみ）
声 - 宮村優子
普段のナース服を着た愛らしく非常に肉感的な女性だが、正体は胴体に巨大な顔が付いた怪物で軟体性の体はあらゆる打撃を吸収し、たとえ切断されてもすぐに接合する再生力を持つ。人間に擬態する能力で相手を油断させ、口から吐き出す桃色の蒸気「官能弛緩吐息（メロルリブレス）」で平衡感覚を奪ったところで攻撃を仕掛ける狡猾な戦術鬼である。
また、女性に縁の無さそうな男性を狙い、「献愛（ボランティア）」と称して弄んだ後に捕食する。その姿は、他人の不幸をダシに自尊心を満たそうとする歪んだ奉仕活動の具現化である。
そして覚悟に対しても「献愛」により籠絡せんと迫るが、鋼の意思を持つ覚悟に色仕掛けは通じず、正体を晒し肉弾戦を挑む。戦闘では零式防衛術による打撃や斬撃を無効化し、軟体を生かした両巨乳重爆（ダブルゼットカップボンバー）などの技を繰り出し善戦するも、「加速削減走」により顔面以外の全身を再生もままならいほどのミンチ状に引き裂かれ敗北、死亡した。
激写（うつる）
覚悟と戦う前の小手調べとして、血髑郎が送った戦術鬼。手にした巨大なカメラは、ストロボ部から致死量の放射線を相手に浴びせる武器となる。覚悟に放射線を浴びせるも零に完全に防がれ、昇華弾によって登場からわずか2ページ半で倒される。
罪子（つみこ）
掘江罪子が血髑郎の洗脳を受け、戦術鬼となった姿。実際は「毒魔虫（どくまむし）」と呼ばれる生物兵器によって操られており、肉体の改造は受けていない。
最初はイモムシのような肉装甲をまとった形態で現れて覚悟を襲い、頭に埋め込まれた成仏鉄球から発する成仏光線によって「零」に宿る英霊を成仏させ、使用不能にした。さらに蝶のような姿に変態を遂げ、手出しできない覚悟を吸着性の鞭によって打ち据え、重傷を負わせる。
最後には毒魔虫から伸びた槍で覚悟を貫くが、それによって血髑郎の命令である「肉槍で葉隠覚悟を貫き通す」を完遂したため洗脳が一瞬途切れたところへ覚悟の口づけを受け、毒魔虫が死滅。洗脳から解かれ、元の掘江罪子に戻った。
覚悟（かくご）
血髑郎が生物兵器「髑魔竜（どくまりゅう）」の力で瀕死の覚悟を改造した姿。髑魔竜が吐き出す液が覚悟を包んで巨大な繭を形成し、やがて中から翼を持つ巨大な鬼のような姿で誕生した。
最初は血髑郎に従順に見え、彼の命令どおり罪子を喰おうとする素振りを見せたが、己の愛憎を殺す零式の本質を身に着けた覚悟は戦術鬼になりきらず、破裂した頭部から元の覚悟が出現。改造が失敗に終わるどころか、それまでの戦いで血髑郎から受けていた覚悟の傷も回復することになった。
鎖惨笑（さざえ）
1つの胴体から数本の長い首が伸び、その先には父、母、子供たちの頭が付いている。ガラン城内部で覚悟の前に現れるが、戦闘シーンすら描かれずに倒された。
比診子（ひみこ）
犠牲者の首を血液型別に分類して持ち歩いている戦術鬼。鎖惨笑と同じく、出現した次のシーンでは既に倒され骸と化していた。
悶十郎（もんじゅうろう）
「覚悟のススメ 特別編・絶頂天狗剣の巻」に登場。散との戦いから1年が経ち、平和を取り戻しつつある世界に現れた戦術鬼の生き残りである。普段は道着をまとった武術家の姿をしているが、正体は胴体から「奇跡手（ミラクルハンド）」と呼ばれる無数の手が生え、長い鼻を持つ巨大な獣の姿をしている。
最初は武術家の姿で覚悟に挑戦し、覚悟が戦いを避けて勝ちを譲ったことで納得して帰っていった。しかし世間がその勝利を知らないことに不満を感じ、再び覚悟に挑戦。彼が授業で野球をしているところに乱入し、クラスメイトたちにまで傷を負わせる。
最後には戦術鬼の正体を現し、覚悟を長く伸びた鼻（絶頂天狗剣）で攻撃するが、拳の一撃で飛ばされ葬られる。

### その他登場人物
三千の英霊
強化外骨格「零」に宿る怨霊。葉隠四郎の実験材料にされた、日本軍の捕虜となった外国人兵士たちではあるが、自分たちが経験したような悲劇を生み出さないためにも平和のために戦う、という強い使命感を持っており、「零」を着装する覚悟に力を貸している。常に覚悟の身を案じ、時には冷静さを失った彼を諌めたりもする無二の相棒である。
一度、血髑郎との戦いで成仏光線を受けて天国に送られてしまったことがある。そこは平安と愛情に満ちた素晴らしい世界だったが、軍人として平和を守ることへの強い使命感を持つ彼らは「安らぎは受け取らぬ」と天国で手刀による割腹を遂げて現世へ戻ってくるのだった。
「零」の内部にいるときのイメージは無数の頭蓋骨だが、前述の天国のシーンや錯乱した冥の怨霊を制止するために一時的に「零」から抜け出たときは、1人の壮年の男性の姿をとっていた。
おポンチ三人組
罪子いわく「町のチンピラ」の3人組。覚悟たちと同年代で学生服を着ているが、学校には行っていないらしい。覇岡とは一度3人がかりでケンカに敗れており、復讐のため釘バットなどの武器を手に下校中を襲い、叩きのめす。しかし「零」を着装した覚悟の姿に恐れをなして逃走。
3人ともいわゆる醜男（ぶおとこ）で女性経験が無く、戦術鬼「恵魅」に目をつけられ1人が喰われてしまう（このキャラクターのみ「羽茎（はぐき）」という名前であることが明らかになっている）。覚悟によって恵魅が倒された後、覇岡たちと和解して友人になった。
「覚悟のススメ 特別編 ‐ 絶頂天狗剣の巻」では、生き残った2人が小奇麗な格好で楽しげに逆十字学園へ通っている様子が描かれている。
肉虫（にくむし）
戦術鬼の失敗作。戦術鬼への改造を受けたが、不完全な状態に変態したためガラン城の周囲に捨てられている。善良な人間としての意思はあるが、改造の影響により醜悪な外見をしており、動力として戦術鬼と同じく人間の骨髄液が必要。後に無数の個体が融合し、1つの巨大な生物に変化した。
ボルトとの戦いで傷ついた覚悟を呑み込み、体内で守りながら癒していた。その後、我利冷夫の「科学絶滅砲」を受けて大部分が死滅するが、その意思はゲル状の有機物「人間の尊厳」として覚悟の体内に潜み、彼を助けた。
「人間の尊厳」
肉虫の意思が集合した、ゼリー状の体を持つ女性のような形態の有機物。「科学絶滅砲」を受けた肉虫の残骸から現れ、我利冷夫に傷つけられながらも覚悟を守り切った。
その後は覚悟の体内に宿り、敵の攻撃から覚悟を守る防護服となったり、戦いの果てに命を落とした覚悟を最後の力で甦らせたりした。
肉玉（にくだま）
罪子と覇岡の小学校時代、クラスにいたガキ大将。小学生とは思えない巨体を持ち、ネズミを生きたまま喰うなどしてクラスメイトを恐れさせる。
クラスの帝王を自称し、他の生徒らに服従を誓わせるために足の裏を舐めるよう強制。やむなく覇岡も従うが罪子が拒絶し、2人して殴られる羽目になった（やられたのはほとんど覇岡）。
犬養 冥（いぬかい めい）
軍人・犬養忍の妻。まだ幼い玉太郎を軍に差し出すよう、忍に命じられるが、頑なに拒む。しかし抵抗虚しく軍刀で両腕を斬り落とされ、抱いていた玉太郎を奪われた挙句、胸部を一刺しにされた。その後玉太郎を求めて帝国軍捕虜収容所の「霞」安置室に現れるが、葉隠四郎らに額や胴体を撃ち抜かれ「怒死（どし）」（あまりの怒り・恨みの強さに、死に際に身体が破裂する。「この死を迎えた者は全世界に仇をなす」と伝えられる）を遂げる。
以後強化外骨格「霞」に宿る怨念となり、人類そのものを憎悪し抹殺を願うようになった。
霞と散が覚悟によって砕かれると、霞（＝玉太郎）と散を同時に喪失したことで益々錯乱し、地球全土を崩壊させようとするまでに至った。だがその直後、玉太郎の霊魂が罪子によって開放されると、実に72年の時を経て母子は再会し、怨念は晴れ、光輪となって消え去った。
犬養 忍（いぬかい しのぶ）
冥の夫であり、葉隠部隊の隊員。階級は少尉。
葉隠四郎により、「霞」のための“最高の素材”として、一人息子の玉太郎が選出される。玉太郎への召集礼状（赤紙）を渡されると、最初こそ戸惑いを見せたものの、最後には四郎の狂気が伝播し、妻を斬り捨てて息子を軍に献上してしまった。「霞」に玉太郎が吸収された直後、生体実験の事実を隠蔽するため、四郎に斬殺された。
犬養 玉太郎（いぬかい たまたろう）
犬養忍と冥の間に生まれた息子。まだ乳飲み子。
葉隠四郎によって「霞」の内部生体組織を完成させるための“素材”に選出され、「霞」に吸収されてしまった。
「霞」が覚悟に砕かれた際、死にかけた霞の細胞が集まって玉太郎に似た姿を形成した。それは青いミミズが群れているような外見だったが、罪子はそれを瀕死の赤ん坊であると受け止め、助けようと抱擁した。罪子の抱擁によって、中に宿っていた玉太郎の霊魂は解放され、冥と共に光輪となった。
チビル
「科学絶滅砲」発射を受け、罪子達がシェルターへ避難する最中に、ぽん太が助けた（と思われる）黒い仔猫。直後に知久が現れ、罪子をさらっていくが、その折罪子の洋服の懐に入り、ついて来てしまう。霊獣形態で空を飛ぶ知久の背の上で、その高度に怯え失禁してしまった。
ガラン城で散に出会った後は、不退転戦鬼勢と行動を共にするようになる。その次の登場時には背中に小さな羽根が生え、飛行能力を得ている。クライマックスではさらに劇的な進化を遂げ、翼の生えた黒豹の姿となり、G・ガラン脱出の際、誤って落下してしまった罪子を助けた。荒っぽいが言葉も話せるようになった。冥により撃墜されたが、最終回には全身包帯姿の羽根着き猫として散の傍らを飛んでおり、そのまま散と同行した模様。
解脱者 ガラン
大災害に苦しむ世界中の人々を救済すべく、持てる能力のすべてを注ぎ込み、「G・ガラン」を創造した。
しかし散によって一撃で葬られ、「G・ガラン」も奪われてしまう。
零式密猟師（ぜろしきハンター）
「覚悟のススメ 特別編 ‐ 強化外骨格・雫の巻」に登場。昆虫のような装甲をまとい、右腕には強化外骨格をも切り裂く「斬超鋼剣（ざんちょうこうけん）」を備える。その正体は、葉隠四郎の人体実験から唯一逃れた「実験材料二〇八号」であり、葉隠一族への復讐を胸に数十年を生き延びてきた。
クリスマスを前に、罪子への想いに心躍らせる覚悟を急襲。強化外骨格や零式防衛術の弱点を巧みに突き、覚悟を苦しめる。既に余命いくばくもない身であり、復讐の遂行を目前にしながら力尽きそうになるも、彼の意を汲んで敢えて「悪鬼」を演じた覚悟の罵声に身を奮い立たせ、最期の力でその剣を覚悟の腹部に突き刺す。
本懐を遂げ、同時に失っていた自身の名前を思い出した彼は、満足を胸に安らかな眠りにつく。
赤毛まり夫（あかげ まりお）
「15歳の覚悟」に登場。「私立有機学園」の数学教師で、剣道部の顧問。自身は五段の腕前を持ち、生徒からは「赤毛先生」と呼ばれ慕われている。酒好きらしく、剣道部の生徒にも稽古後一杯だけ飲酒を認めていたりしていた。
覚悟を剣道部に誘ったことがあるが、断られている。覚悟自身はそのことを後悔すると共に、彼の心遣いに感謝していた。
山口県のどか市にあるビル3階にも、自身の剣道教室を開いている。そこで稽古中、剣術家狩りに来た武鬼によって殺害された。
武鬼（ぶき）
「15歳の覚悟」に登場。現代における剣術の凋落ぶりを嘆き、まともな剣の後継者が皆無であるという無念から蘇った、いにしえの剣士。かつての名前は白田玄兵衛（しろた げんべえ）。白い甲冑姿で夜の街をさまよい、実力者を求めて剣道や居合いの達人達を斬殺する。
覚悟の丹田からの発声された歌を聴き、彼を武人と認め対決する。刀の振り下ろしに合わせた覚悟の「零式因果双拳」（雑誌掲載時は「零式因果二拍子」）に胴部を貫かれ、続けざまの読経と祈りによって消滅した。
黒須京馬（くろす きょうま）
「覚悟のススメ VOLTEX」に登場。覚醒式強化外骨格「雷電（らいでん）」をまとう。作中で素顔は明らかにされていない。
背中に背負った日本刀（列義閃獄剣）を用いて覚悟のピンチを救った。その戦い方は覚悟に「ずいぶん危ない戦い方」と評される。「覚悟を尊敬している」という発言を残して去って行った。

## 戦術兵器・戦闘手段

### 強化外骨格

#### 概要（強化外骨格）
「強化外骨格（きょうかがいこっかく）」（以下、外骨格）とは、第二次世界大戦中、葉隠四郎率いる瞬殺無音部隊の研究を通じて開発された「武器内蔵・耐熱防弾防毒鎧」（強化服）である。誕生の背景には、無音部隊による残虐な人体実験の犠牲となった多くの命が存在する。着装すれば一国を堕とす事も可能であるとされる。重量は「零」で90㎏とされているが、基本的には動力アシストなどはなく、着装者の体力のみで動く。
特徴
「零」、「霞」、「震」の内部には怨霊（とその意思）が宿っているか、もしくは宿っていた。覚悟によれば、魂を持たない強化外骨格は「ただの抜け殻」であるという。外骨格はしばしば「生ける鎧」と呼ばれる。この比喩は外骨格に宿る意思の存在を示したものなのか、外骨格を構成している生体部品を差してのものなのかははっきりしない。
「雹」、「霆」、「普及型強化外骨格」、「雷電」、の中に何らかの意思、霊魂が存在するのかどうかは、作中では描かれていない。しかし、「覚悟のススメ 特別編 ‐ 強化外骨格・雫の巻」では雹の内部に朧の霊が宿っていることを示すような描写がある。
着装方法・状態変化
着装者の「瞬着（しゅんちゃく）!」の掛け声によって、自動的かつ瞬間的な着装が可能（掛け声が要らない場合や、外骨格の“意思”で勝手に実行される場合もある）。瞬着の際は外骨格の各拘束部が開放され、内部細胞（後述）から伸びた触手が着装者をその中へ引きずり込む。着装者によっては、未着装の外骨格を鞄など（霞の場合は家臣影成の内部）に収めて携帯している。着装を解除すると、外骨格は自らその収納用具の中へ戻る（収納用具がない場合は不明だが、朧が「雹」を収納していたトランクは着装する際に粉砕されている）。
脚部装甲（爆芯靴──別項参照）の部分のみ着装状態にかかわらず常時装備している場合がある。着装状態でなくとも「爆芯」の機能は使用できる。
外骨格によっては、非戦闘時から戦闘状態へ移行する際に外見が変化するものがあり、その場合の多くは外骨格の各部位から角やトゲが生える。「非戦闘状態」と「戦闘状態」の間に何か機能的な違いがあるのかどうかは不明である。
装甲とその特性
装甲は「複合装甲展性チタン合金」。「展性チタン合金」とは、「超展性」と呼ばれる驚異的なまでの弾性を持った特殊合成金属で、瞬間的な衝撃に対しては戦車級の耐久力を持つ。強化外骨格の種類によっては、この性質を最大限に生かすことで、直接的な打撃技を完全に反射することも可能である（ボルトの「応報」）。しかし凍結状態に陥るとその超展性は失われ、粉砕することが容易になる。
弱点としては上述の「凍結攻撃」、強力な「圧迫攻撃」（外骨格自体はなんともないが、着装者が無事では済まない）、“螺旋”のような「経皮的内部破壊攻撃」などが挙げられる。
霞や震のように“表情”のあるデザインの外骨格は、口も金属で覆われてはいるが、着装者の表情を反映して変化する。
内部構造
外骨格の内部は臓腑のような暖かさを持つ生体細胞で覆われ、細胞自体は“零細胞”、“霞の細胞”など、外骨格ごとその名前を取って区別される。伸縮自在な触手を持ち、その内十数本は着装者身体の所定部位に張り付いている。
外装甲が崩れ落ちると、内細胞がむき出しの状態となるが、内細胞自体の機能は僅かながら生きている。
内部細胞は「細胞維持装置」によって維持される（零の場合、左胸部についている）。外骨格に宿る魂もこの機関に封じられているようである。この部分に「成仏光線」を照射されると、その外骨格に宿る霊魂は成仏してしまい、同時に外骨格の機能が停止する（ただし、爆芯靴のみ継続して使用可能）。機能停止の際は、着装者への身体拘束も解かれるため、外骨格の各パーツが剥がれ落ちるようにしてバラバラと脱げる。脱げ落ちた外骨格は再びひとつに組み直すことができるが、宿っていた霊魂が復活しない限り機能は停止したままである。
その他の基本装備
腰部左右に「着装者生命維持装置」（零の場合、持続時間は40日間）と「化学兵器調合装置」を有する。化学兵器調合装置によって生成された化学薬品は、装置から伸びる管を外骨格前腕部に接続させることで、掌から外部に撒布できるほか、解毒剤などの場合は着装者へ直接投与することが可能である。零はこの装置から「超凍結冷却液」を直接発射したことがある。
外骨格表面には複数の円状の機関が設けられている。この機関は数種類あると考えられ、大別すると以下の通りである（※各名称は便宜上のものであり、正式名称ではない）。
化学兵器射出孔
化学兵器や火炎などを射出するための機関。
衝撃噴出孔
衝撃波のようなものを発生させ、全身の加速等を行うほか、攻撃を受けた際に生じたショックを逆噴射によって緩和させるための機関。
接続孔
「化学兵器調合装置」などから伸びる管を接続するための機関。
角格納孔
着装者が本格的戦闘状態へ移行した際に角やトゲ状のものが出てくる機関。この機関の“角”の中には、伸縮自在で武器として使用するものもある（霞の「冥門」など）。

#### 本編に登場する強化外骨格
零（ぜろ）
声 - 藤本譲
葉隠覚悟が着装。普段は学生カバンに収納されている。着装後は覚悟完了で戦闘態勢を取る。
白いマフラーを装備しており、目は赤いゴーグル状になっている。頭部には星型のレリーフがあり、「七生（右から読むため「生七」）」の文字が刻まれている。内部に三千の英霊を宿す。霞や普及型の試作機。覚悟がはじめて着装した際は強烈な激痛を伴ったが、覚悟がそれを耐えきり零の意志が感じる旧日本軍の人体実験を行った瞬殺無音部隊を率いた覚悟の祖父、葉隠四郎への怨霊たちの悲しみや怒りを自身で感じ取り、その感受性の高さや協調性、他者への言葉では形容しきれない献身。自身も同じ痛みを手刀による切腹と斬首により身に引き受けた事で三千の英霊は覚悟を主と認めるようになった。
怨霊たちの正体は葉隠四郎の瞬殺無音部隊により行われた人体実験で犠牲になった他国の兵士の魂である。他国の兵士であるのだが天国で切腹をするくらいには日本の文化にそまっている。
天国で三千の英霊は1人の男性として統合された事もある。
霞（かすみ）
葉隠散が着装。老中影成の体内に収納されている。初めての着装時にはトランクケースより着装し超越善悪で戦闘態勢を取った。襟元に「八紘（右から読むため「紘八」）」と刻まれている。
女性的な体躯をしている。目の部分が四つ目になっており、マスクには口のモールドがある。強化外骨格の大将とすべく、葉隠四郎が総力を結集して作り上げた最高傑作で、内部の生体組織には無垢な赤子「犬養玉太郎」の細胞を使用している。そして内部に宿す霊は玉太郎の母にして人類全てを憎悪する怨霊「犬養冥」の魂である。散が女体化したり人類を憎悪したのも冥が原因である。
雹（ひょう）
葉隠朧が着装。トランクケースより着装し捨身成仁で戦闘態勢を取る。頭部には星型のレリーフがあり、「神武（右から読むため「武神」）」の文字が刻まれている。
散との戦いで朧が死亡したときに四散したが、のちに覚悟が回収したらしく現在は家の地下に安置されている。内部には朧の霊も宿っているらしい。
後のエクゾスカル零では『塹壕鉄人』と銘打たれ、塹壕戦での戦闘を基に設計されたと追記があり、零に比べ攻撃力が高いとされている。
震（しん）
不退転戦鬼ボルトのために散がデザインした強化外骨格。頭部には不退転戦鬼たちが記す紋章が刻まれている。他の強化外骨格に比べ、巨大な体躯をしている。覚悟との戦いを前に、自ら犠牲となった衛兵団「機動鎧」四百名の霊魂を宿して完成し憑依完了で戦闘態勢を取った。
初登場時からボルトが鎧の下にまとっていた事から着装時の状況は不明。このため本編に登場した強化外骨格の中で唯一瞬着されていない。
霆（てい）
葉隠四郎が着装。トランクケースより着装し軍鬼剛臨で戦闘態勢を取る。頭部には星型のレリーフがあり、「悠久（右から読むため「久悠」）」の文字が刻まれている。
後のエクゾスカル零では「海底工兵」と銘打たれ 海底での秘密基地建設や潜水艦の補修を行うために作られたと追記があり、零とは違い高水圧の中での活動を基に設計されたため防御力は高いとされている。

#### 特別編に登場する強化外骨格
覚醒式強化外骨格・雷電（らいでん）
黒須京馬が着装する真紅の強化外骨格。頭部には星型のレリーフがあり、「烈義（右から読むため「義烈」）」の文字が刻まれている。ボディカラーや、直線的で鋭角的なフォルムなど他の強化外骨格とは異なる特徴を持つ。背に日本刀「烈義閃獄剣」を装備している。
普及型強化外骨格（正式名称不明）
口元にガスマスク状のダクトの付いた零の量産型。三体の存在が確認されている。
強化外骨格・雫（しずく）
罪子が覚悟にプレゼントした零を模したお守りのぬいぐるみ。

#### 搭載武器など
非致死性麻酔液（ひちしせいますいえき）
指先より発射する強力な麻酔液で、口から体内に入ることで効果を発揮する。覚悟が戦術鬼「破夢子」に使用。体重7トンの相手を3日間眠らせる効果があるというが、戦術鬼に効果は薄いらしく一時的に昏倒させたものすぐに復活してきた。
また、罪子を捕らえた葉隠四郎が、抵抗する彼女に使おうとしていた。
超凍結冷却液（ちょうとうけつれいきゃくえき）
接触した物体を瞬時に凍結させる液体。これを強化外骨格を纏った相手に浴びせることができれば、打撃に対して非常にもろい状態にできる。
戦鬼ライが覚悟を倒すために用いようとしたほか、零が霞に対する切り札として使用した。
昇華弾（しょうかだん）
右の指先から発射するエネルギー弾。標的を高熱の炎で包み込んで瞬時に焼き尽くし、はるか上空へ飛ばして消滅させる。覚悟が戦術鬼「毒魔愚郎」「激写」に使用。死亡したクラスメートを弔うために使われたこともある。また、零は散との決戦に向けて左手も使うことで昇華弾の密度を高めた新兵器「圧縮昇華弾」を開発していたが、覚悟の判断で使用されなかった。
「昇華」は零、震、雹に搭載されている。また、霞は「閃滅」、霆は「放射火炎」、普及型強化外骨格は「拡張射程掌火」という名称で類似した武器を搭載している。
赤熱化（せきねつか）
外骨格の一部を超高温にすることで打撃の威力を増大させる機能。
全身を高温にすることができるが、腕や足のみを高温にすることも可能。
瞬脱装甲弾（しゅんだつそうこうだん）
一瞬で着装を解き、超鋼を高速で打ち出し敵を打撃する緊急の技。至近距離ではかなりの威力がある。
使用すると内部細胞も含めて全ての部位が使用者から外れるが、外骨格の機能自体は破壊されず、すぐに装着しなおすことが可能。
敵に捕らわれた密着状態からの脱出や着装者が自力で動けなくなった際に鎧の意志で発動する。
作中では「零」のみが使用した。零以外の強化外骨格が使用できるかどうかは不明。
超脱水鱗粉（ちょうだっすいりんぷん）
両手の指先より発する粉末（鱗粉）状の兵器。浴びた標的は体中の水分を奪われ、最後には粉末と化して崩れ去る。覚悟が戦術鬼「毒魔愚郎」を倒すのに使用したほか、葉隠四郎が大老・知久に使用して瀕死に追い込んだ。
噴射剤（ふんしゃざい）
背中および「爆芯靴」と呼ばれる足部の装甲より噴出され、強い推進力を得る。戦術鬼「恵魅」との戦いにおいて、相手を地面に押し付けて磨り潰す「加速削減走」に使用した。また、足部より敵に噴射して吹き飛ばすという応用技もあり、戦鬼「腑露舞」の体を覆う数千度の炎を吹き飛ばした。
戦術神風（せんじゅつかみかぜ）
左の指先より散布される無色無臭の強力な毒ガス。数百体は下らないであろう全東京地区の戦術鬼を数秒で全滅させたほどの凄まじい威力を誇る。
葉隠四郎が、生身の覚悟と罪子を葬るためにGガランの内部で使用しようとした。
非常に強力な兵器だが、影響範囲が広いので場所を選ぶ必要がある。また、ガスは使用直前に左腰部の化学兵器調合装置で生成する必要があり、散布可能になるまで多少の時間がかかるなどの短所もある。
戦術天誅（せんじゅつてんちゅう）
散が朧との戦いで使用した気象兵器。頭上の気象を操作して雷を落とす。自身に落としてエネルギーを蓄え、掌より電撃を放出する「弔電」などの技に利用することも可能である。

### 零式防衛術

#### 概要（零式防衛術）
零式防衛術（ぜろしきぼうえいじゅつ）とは、強化外骨格、零式鉄球などと共に葉隠四郎が第二次大戦中生み出した最終格闘技である。人類の潜在能力を極限まで引き出し、一触必殺を可能とする。
略称は零式で、この呼称はしばしば「零式螺旋波紋掌打」のように技名冠頭に付加される。強化外骨格や零式鉄球を使用した技にも「零式」の号が冠されている。
数々の一撃必殺技を持つ零式防衛術であるが、その本質は使用者自身の認識（にんしき/こころ）の制御であるとされる。戦闘において自身の認識を曇らせる愛憎怨怒といった感情や、敵を恐れる心を滅殺し、常に己を失わず冷静な戦いを可能とする技術なのである。このことから、覚悟は血髑郎戦で零式防衛術は相手を殺す技ではなく己を殺す技であると語っている。

#### 覚悟の零式
因果（いんが）
覚悟の得意とするクロスカウンター技。
蹴りや突きなど様々なバリエーション（零式因果直蹴撃など）があり、相手の力を利用しての攻撃を総称して因果と呼ぶ。
戦術鬼を一撃で葬り去った他に、覚悟と朧の立ち会いにおいて「朧が指一本で覚悟の突進をはじき返し、道場の壁をぶち破った」などのエピソードがあり、朧がその気であれば覚悟は肉片と化していたと語っている。通常の格闘技におけるカウンター技とは逸脱した殺傷能力を有する。
しかし、他の零式とは異なり因果その物に破壊的威力はそれほどなく、あくまでカウンター技であり、威力は相手に依存することになる。そのため散との最終決戦では散が技を出さず盗っ人呼ばわりされるエピソードもあった。
因果応報の言葉が由来の技であり相手の力をそのまま相手に伝えるため、正しく因果は応報するカウンターに相応しい名前だと言える。因果の構えは「破邪の構え」と「水鳥の構え」が存在する。
積極（せっきょく）
カウンター技の因果に対し、自らしかける攻撃の総称。零式積極重爆蹴など、その威力は相当に高いが因果にはおよばない。
大義（たいぎ）
零式防衛術奥技である飛び蹴り。心臓が停止しながらも、なお散への忠義により戦い続けるライや、死して後に何者をも通さぬ超門と化して行く手を阻むボルトを粉砕した。
超振動（ちょうしんどう）
掌を超高速で振動させることで接触した対象を破壊する技。骨格や建材などの硬いものを粉砕することができる。
逆に柔らかいものは破壊できない。
輪廻（りんね）
覚悟が朧から受け継いだ「正調零式」の奥義。憎悪に苛まれる者を救い生まれ変わることを願い打ち込む「生命の拳」。

#### 散の零式
螺旋（らせん）/零式螺旋波紋掌打（ぜろしきらせんはもんしょうだ）
葉隠四郎の考案した必殺の攻撃であり、身を低くした独特の姿勢によって大地の反発力（大地力）を体に溜め、それを掌打で相手の身体に叩き込むことを要諦とする。
大地力は波紋となって敵の体内でうねるように伝播し、内臓が口から飛び出て絶命する。
また、相手の体が膨張して破裂する「超膨張」という攻撃も可能。
覚悟は螺旋を使えないがその原理は把握しているらしく、「対螺旋逆波紋」を編み出している。
螺旋超振動（らせんちょうしんどう）
覚悟の超振動と同様の攻撃。一撃で建物を倒壊させるほどの破壊力がある。
千手攪乱撃（せんじゅかくらんげき）
手が無数に見えるほどの超高速のフェイントにより相手の防御を破る技。
この技に限らず高速の連撃（特に空中で放つもの）は散の得意とするところであるが、朧に「未熟なり空中連撃」とその戦い方を批判されたことがある。
零式心臓破裂闘気（ぜろしきしんぞうはれつとうき）
零式を修めた者は闘気そのもので生物に打撃を与えられるまでになる。
ただし、闘気は十分な修練を積んだ者や戦鬼に対しては効果が薄い。
覚悟もある程度同様な能力がある。
零式超吸着掌打（ぜろしきちょうきゅうちゃくしょうだ）
掌打を相手の肉体に吸着させ、一気に引き剥がすことで内臓や骨まで引きずり出す技。
零式奥技・鬼我一体（ぜろしきおくぎ・きがいったい）
自らの認識を戦術鬼に電送することで戦術鬼と一体となって戦う技法。
使用に当たってはガラン城内の戦術鬼遠隔操作装置が必要。
戦術鬼を自らの肉体同様に動かすことが出来るが、戦術鬼へのダメージは自分へのダメージになる。

### 零式鉄球

#### 概要（零式鉄球）
零式鉄球（ぜろしきてっきゅう）（以下、鉄球）は大戦中に葉隠四郎と瞬殺無音部隊が開発した特殊金属。
ソフトボール大の、文字通り鉄の球で、人間の身体に直接埋め込んで使用する。
本編においては覚悟が8個、散が24個、ライが21個所持している。総数は不明だが朧も両前腕部に埋め込んでいる。
機能と特徴
鉄球装着者が“気合”を入れることによって、身体各部に埋め込まれた鉄球が装着者の体内に吸引される。吸収された鉄球は血小板と同化し血液中に溶解、それが表皮に分泌されると迅速に凝固し、皮膚を鉄甲化する。鉄球ひとつあたりの鉄甲化率は、全皮膚の7%である。
鉄甲化する部位、形状は自由に操作できる。散が本編中盤でまとった衣装は、零式鉄球・聖衣形態によって形成されていることから、金属的でないものへも変化させられるらしいことが分かる。
鉄甲化された皮膚は至近距離からの弾丸も跳ね返すが、鉄甲そのものには柔軟性があるため、装着者に動作的制限は与えない。仮に全身を鉄甲化したとしても、容易に動き回ることが可能である。
鉄球は任意に身体から取り出すことができる。取り出した鉄球同士を合体させて大玉にすることも可能。一度取り出した鉄球を再び装着できるのかは不明（覚悟が対ボルト戦で使用した際は回収されなかった）。取り出した鉄球は投擲によって対象を攻撃したり、身を守るために使用したりする。投擲後鉄球が膨張・変形することがあり、このことから鉄球の挙動を何らかの手段で指定できるものと考えられる。
散が鬼我一体を行ったときには、鉄球が散と遠隔操作装置をつなぐ接続口として機能していた。
零式鉄球の装着方法
鉄球を身体に埋め込むには、タルのような銃身を持つ、携帯可能なサイズの四銃身ガトリング砲を用いる。鉄球を弾丸として、磔にされた装着者に直に打ち込むが、一発打ち込まれるたびに「常人なら死ぬほどの苦痛」を味わうことになる。

#### 零式鉄球の形態
零式鉄球は使用する目的や状況によってその形態を変える。
防弾形態
皮膚が防衛しきれない異物が迫った時、血液に溶解した鉄球が皮膚に分泌され凝固、異物から使用者を守る。
特攻形態
予め打撃に用いる身体部位を鉄甲化させ、攻撃力を増す。覚悟の場合、8個の鉄球で額部分に「七生（右から読むため「生七」）」の文字と両手両足の完全鎧化が可能。
聖衣形態
布のような形状となり、純白の衣装となる。
戦鬼形態
鉄球の所有量が皮膚の表面積の100％以上を覆う量（15個以上）になると、皮膚が鋼鉄化するばかりではなく、残りの鋼鉄は角や翼などに変形し、完全な異形の姿にさえ変形出来るようになる。この時、「超凍結冷凍液射」などの特殊な機構を構築することも可能である。
対超鋼炸裂形態
強化外骨格の装甲や機械などの破壊に特化した形態。鉄球を体外に取り出し、対象に投げつけて使用する。
強化外骨格への攻撃の場合、対象に鉄球が着弾し装甲にめり込むと、その瞬間形状が碇型に膨張変化する。碇型になることで鉄球を対象の内部に留め、展性チタンによる応報を防ぐ。展性チタンで出来ていない物体に対しては内部から破裂する作用をもたらす。覚悟は科学絶滅砲に対して鉄球を投擲、内部で炸裂させて破壊した。
対昇華・防熱膜形態
鉄球が平面状に薄く展開し、昇華弾などの熱による攻撃を直に覆うことで防ぐ。ただし、攻撃に対して防熱膜が薄すぎる場合は溶解し、被弾してしまうことになる。
（人間をやめる形態）
正確な名称は不明。強烈な気合と100%を超える鉄球があれば、たとえ全身を何十に切断させられて死亡したとしても、血中に溶解させた鉄球を使用して強引に全身を纏め上げ、鋼鉄の塊として人の形を再構築して活動することすら可能である。ただし、このことが生身の肉体を再生することになるかどうかは不明である。

### 戦術鬼
「登場人物‐戦術鬼」の項を参照のこと。

### その他の戦術兵器
G・ガラン（ジャイアント・ガラン）/ガラン城
ガラン城とは、新東京番外地に建つ、震度10にも身じろぎしない巨大な城。散率いる軍団の本拠地であるが、その内部には菩薩を模した超巨大移動要塞「G（ジャイアント）・ガラン」が格納されている。G・ガランは解脱者ガランが建造したものであったが、散がガランを殺害して奪い取った。「神我一体」によって散の動きをトレースして動かすことが出来、葉隠四郎に「G・螺旋」を食らわせてとどめを刺した。
右の手には戦術鬼の発進口があり、ここから発進する大量の戦術鬼を用いて人類を完殺する予定であったが使用されなかった。
対して左手には、散の発明した益虫「極楽蝶」の発進口がある。これは大気中の汚染物質を吸えるだけ吸って消滅する益虫である。覚悟との和解後、散は世界中に極楽蝶を届けるためにG・ガランで旅立っていった。
科学絶滅砲（かがくぜつめつほう）
正式名称は「我理冷夫式超高温高圧科学絶滅砲」。逆十字学園の校長は着弾時の閃光を見て「原子熱線砲」と語るが、どのような原理に基づくものかは不明。フルパワー状態で着弾すると核爆発のようなキノコ雲が発生し、巨大なクレーターが出来るほどの威力を誇る。巨大肉虫が覚悟を取り込んだことを懸念した知久によって使用が許可されるが、我理冷夫は一射目を失敗、二射目をフルパワーで撃ち、命中させるも大地に巨大なクレーターを穿ち、知久に諌められる。また、この砲撃によって逆十字学園の生徒をはじめとする多くの市民が住家を焼け出され、地下シェルターへの避難を余儀なくされた。
髑魔竜（どくまりゅう）
不退転戦鬼・血髑郎が使う生物兵器。普段は彼の体内に隠されているが、体外に出ると急激に巨大化してイモムシと竜を合わせたような怪物の姿となる。口から熱線を吐いて攻撃するが、最大の能力は人間を戦術鬼に改造する液体を吐くことで、これに包まれた人間は中で蛹となり、やがて戦術鬼となって羽化する。
覚悟を戦術鬼に変え、罪子を助けに来た覇岡や逆十字学園の校長らを追い詰めるが、戦術鬼・覚悟の吐き出す熱線を浴び、焼きつくされた。
毒魔虫（どくまむし）
同じく血髑郎が使う生物兵器で、髑髏の顔が浮かぶ虫の形状をしている。標的である人間にしがみついて爪の先から洗脳効果のある液体を注入し、主である血髑郎の思いのままに操らせる。標的の戦闘をサポートするためにイモムシのような形状の肉装甲を纏わせるほか、飛行能力を与える羽、吸着力のある触手の鞭、鋭利な肉槍など、その体は様々な武器となる。
逆鱗号（げきりんごう）
最終回でG・ガランより発進し、覚悟と罪子が逆十字学園へ帰還する際に2人乗りをしたバイク。本来は特攻兵器で敵艦などに突っ込んでも抜けないように「かえし」のある形状になっている。作者のデザインイメージはノーチラス号とガミラス艦である。

## 書誌情報
- 山口貴由『覚悟のススメ』秋田書店〈少年チャンピオン・コミックス〉、全11巻
  1. 1994年6月発売、ISBN 4-253-05156-1
  2. 1994年8月発売、ISBN 4-253-05157-X
  3. 1994年10月発売、ISBN 4-253-05158-8
  4. 1995年2月発売、ISBN 4-253-05159-6
  5. 1995年4月発売、ISBN 4-253-05160-X
  6. 1995年6月発売、ISBN 4-253-05161-8
  7. 1995年9月発売、ISBN 4-253-05162-6
  8. 1995年12月発売、ISBN 4-253-05163-4
  9. 1996年3月発売、ISBN 4-253-05164-2
  10. 1996年6月発売、ISBN 4-253-05165-0
  11. 1996年7月発売、ISBN 4-253-05195-2
- 『強化外骨格瞬着編』2004年5月発売、ISBN 425318961X
- 『山口貴由作品集 -銃声の子守唄-』1997年8月発売、ISBN 4-253-13243-X - 外伝収録
- 山口貴由『覚悟のススメ』秋田書店〈チャンピオンREDコミックス〉、全5巻
  1. 2007年3月20日発売、ISBN 978-4-253-23241-8
  2. 2007年4月20日発売、ISBN 978-4-253-23242-5
  3. 2007年5月18日発売、ISBN 978-4-253-23243-2
  4. 2007年6月20日発売、ISBN 978-4-253-23244-9
  5. 2007年7月20日発売、ISBN 978-4-253-23245-6

## OVA
1996年に全2巻が発売された。全80分。
- 覚悟のススメ（ビクターエンタテインメント）
  1. 第壱巻（1996年10月23日、VHS:VIVF-10149、LD:VILF-87）
  2. 第弐巻（1996年12月18日、VHS:VIVF-10150、LD:VILF-88）
- 覚悟のススメDVD 全1巻（2003年9月26日、東芝デジタルフロンティア、PIBA-7207）
- 覚悟のススメ オリジナル・サウンドトラック（1996年11月21日、ビクターエンタテインメント、VICL-821）

### スタッフ
- 原作 - 山口貴由（秋田書店、週刊少年チャンピオン連載）
- 監督 - 平野俊弘
- 脚本 - 酒井あきよし
- キャラクターデザイン・作画監督 - 渡部圭祐
- 絵コンテ - まついひとゆき
- 演出 - 元永慶太郎
- 美術監督 - 坂本信人
- 色彩設定 - 浅井聡子
- 撮影監督 - 杉浦充
- 編集 - 田熊純
- 音楽 - 工藤隆
- 音響監督 - 田中英行
- プロデューサー - 佐々木史朗、平井伸一、加藤博
- 制作 - 葦プロダクション
- 製作 - ビックウエスト、ビクターエンタテインメント、トミー

### 主題歌
「覚悟完了!」
作詞 - 山口貴由・里乃塚玲央 / 作曲・編曲 - 工藤隆 / 歌 - 影山ヒロノブ

### ドラマCD
- 覚悟のススメ CDシネマ（ビクターエンタテインメント）
  1. （1996年9月4日、VICL-804）
  2. （1996年10月2日、VICL-805）
  3. （1996年11月7日、VICL-806）

## ゲーム
- PlayStation用ゲーム（1997年3月28日、SLPS-00799）
  - 操作性も動作も非常に悪く、ひたすらバックステップで逃げることができるため、1発攻撃を当てたらひたすら逃げて判定勝ちをそのままもぎ取れるなどゲームバランスが悪い、ストーリーモードもストーリーと呼べるようなものが無いなどの理由から格闘ゲームとしての評価は低い。「漫画原作のゲームはクソゲーになる」という法則を守った作品になっている[1]。

## まんがビデオ
2000年12月8日発売のVHSビデオ（収録時間80分）。
内容は通常のアニメーションとは異なり、コミックの原画に、声・効果音・音楽といった音響効果を加え、デジタル処理による演出を施したものとなっている。
- まんがビデオシリーズ 覚悟のススメ（2000年12月8日、アートポート）

### スタッフ
- 監督：佐久間敏郎
- 音響監督：石垣敏治
- 音楽：人良のび太
- 効果：フェイズサウンド、北方将実
- 選曲：音塾、野崎博樹

## ホビー
- S.H.Figuarts（バンダイ）
  - 覚悟のススメ 強化外骨格 零（発売日 2009年5月30日、ASIN B001UFVK08）
  - 覚悟のススメ 強化外骨格 霞（発売日 2010年3月20日、ASIN B002V8GXGY）
  - 覚悟のススメ 強化外骨格 零 -最終局面-（2010年3月中旬発送。魂ウェブ商店プレミアムバンダイ店限定）
- MANGA REALIZATION（バンダイ）
  - 覚悟のススメ 強化外骨格零&覚醒式強化外骨格雷電
- LIMITED MODEL（バンダイ）
  - No.016 覚悟のススメ 強化外骨格・零
  - No.018 覚悟のススメ 強化外骨格・霞
- ハイパーヒーローリアルアクションドールコレクション（オオツカ企画）
  - 覚悟のススメ 強化外骨格零